# لسکوواتس (کنیچ)
لسکوواتس (به صربی: Leskovac) یک منطقهٔ مسکونی در صربستان است که در کنیچ واقع شده‌است.